# Послания (Гораций)
«Послания» (лат. Epistulae) — сборник стихотворений римского поэта Квинта Горация Флакка в двух книгах, опубликованных в 20 и 13 годах до н. э. Первая книга включает 20 посланий (включая эпилог), вторая — три. Многие стихотворения действительно написаны в формате писем (например, будущему императору Тиберию, юристу Торквату), другие представляют собой рассуждения на отвлечённые темы.
Последнее (третье) послание к Пизонам со времён Квинтилиана называется «Ars poetica» («Наука поэзии» или «Поэтическое искусство») и обычно считается автономным текстом.